# Ivabradina
L'Ivabradina (INN) è un principio attivo, derivato del verapamil, utilizzato in cardiologia nell'angina stabile e nello scompenso cardiaco. È commercializzato in Europa, compresa l'Italia, con il nome di Corlentor e di Procoralan.
A seguito delle determine pubblicate sulle Gazzette Ufficiali del 17/10/2013 e del 18/10/2013 è stato eliminato il Piano Terapeutico per questa specialità e la classe di rimborsabilità aggiornata è "Classe A - medicinale soggetto a prescrizione medica (RR)"

## Indicazioni
È utilizzato nel trattamento della cardiopatia ischemica e nella insufficienza cardiaca.
1) Il trattamento dell'angina stabile da sforzo in pazienti con coronaropatia nota e ritmo sinusale, è stato, negli anni precedenti l'avvento dell'ivabradina, caratterizzato dall'uso dei calcioantagonisti, vasodilatatori e beta-bloccanti.
Lo studio BEAUTIFUL ha evidenziato l'efficacia del nuovo farmaco raggiungendo gli end-point prefissati in un sottogruppo di pazienti con una frequenza cardiaca>70 batt/min: riduzione degli episodi anginosi, aumento del tempo di comparsa del dolore, ovvero comparsa del sintomo per sforzi maggiori rispetto al basale e aumento della soglia di angina, per miglioramento della perfusione coronarica, che avviene durante la diastole cardiaca e che si prolunga per effetto del rallentamento del battito cardiaco.
Gli end-points secondari significativi sono i seguenti:
- Gli eventi coronarici si sono ridotti di ~ 22% (P=0.02)
- La rivascolarizzazione coronarica con bypass aorto-coronarico di ~ 30% (P=0.01)
- L'infarto miocardico fatale e non-fatale di ~ 36% (P=0.001)

L'associazione con i beta-bloccanti viene raccomandata anche in quei pazienti che non raggiungono la frequenza raccomandata di 60 batt/min. È stato recentemente pubblicato un ulteriore studio, l'ADDITIONS, che conferma la sicurezza e l'efficacia dell'utilizzo congiunto
2) L'utilizzo dell'ivabradina nello scompenso cardiaco è frutto dei risultati dello studio SHIFT che ha raggiunto la significatività (P<0.0001) nell'end-point primario composito della riduzione dei ricoveri per recidiva di scompenso e di morte cardiovascolare totale, raffrontato al placebo in aggiunta a terapia massimale ottimizzata per singolo paziente. Gli effetti furono valutati al mese e ai tre mesi dalla randomizzazione: gli effetti favorevoli furono evidenziati al controllo trimestrale
Si ridussero, inoltre, significativamente il rischio di morte e di ricovero per scompenso cardiaco del 26%, con miglioramento della qualità di vita dei pazienti. È stata inoltre confermata l'aumento della contrattilità e la riduzione del rimodellamento miocardico, in un sotto-studio che si è basato sul controllo seriato dei parametri ecocardiografici

## Controindicazioni
Ipersensibilità nota al farmaco, shock cardiogeno, sindrome del nodo del seno, angina instabile, ipotensione, blocco seno-atriale.
Tale principio attivo non è stato ancora studiato in caso di gravidanza e durante l'allattamento.

## Dosaggi
- Angina stabile, 5 mg bid sino ad un massimo di 7,5 mg bid
- Scompenso cardiaco, il dosaggio iniziale è dimezzato (2,5 mg bid), seguito da un aumento ai 5 mg da raggiungere in un tempo non inferiore ai 10-15 gg

## Farmacodinamica
L'ivabradina è in grado di ridurre la frequenza cardiaca attraverso un'inibizione selettiva della corrente pacemaker specifica If (corrente "funny") che controlla la depolarizzazione spontanea delle cellule del nodo.

## Effetti indesiderati
Alcuni degli effetti indesiderati sono iperuricemia, cefalea, eosinofilia, bradicardia, vertigini, nausea, fosfeni, alterazioni della visione, dispnea.